# Edward Montagu (8e comte de Sandwich)
Edward George Henry Montagu, 8e comte de Sandwich (13 juillet 1839 - 26 juin 1916), titré vicomte Hinchingbrooke jusqu'en 1884, est un pair britannique, un homme politique conservateur et un auteur. 

## Biographie
Il est le fils aîné de John Montagu (7e comte de Sandwich), et de son épouse, Mary Paget. Le maréchal Henry William Paget est son grand-père maternel. Il est élu à la Chambre des communes du Royaume-Uni pour Huntingdon en 1876, poste qu'il occupe jusqu'en 1884, date à laquelle il succède à son père au comté et siège à la Chambre des lords. 
Lord Sandwich est colonel de la Huntingdonshire Militia et exerce les fonctions de Lord Lieutenant du Huntingdonshire entre 1891 et 1916. Il est nommé Chevalier de Grâce du Très vénérable ordre de Saint-Jean en décembre 1901. 
Lord Sandwich est décédé célibataire en juin 1916, à l'âge de 76 ans. Son neveu, George Montagu (9e comte de Sandwich), lui succède au comté. 

## Travaux
Lord Sandwich est l'auteur de cinq livres: 
- Diary in Ceylon & India, 1878-9.  1879
- Hinchingbrooke.  1910
- My Experiences in Spiritual Healing.  1915
- Memoirs  1919
- Memoirs of Edward, Earl of Sandwich, 1839-1916, Ed. 1919 (co-auteur avec Beatrice Erskine, "Mme  Steuart Erskine ")